# 박호민
박호민(한국 한자: 朴鎬緡, 2001년 10월 9일 ~ )는 대한민국 출신의 축구 선수로, 포지션은 공격수이다. 현재 K리그2 인천 유나이티드 소속이다.

## 클럽 경력
2022 시즌을 앞두고 FC 서울에 입단했다. 3월 19일에 치러진 제주 유나이티드와의 경기에서 프로 데뷔골을 기록했다.